# 熊本市立黒髪小学校

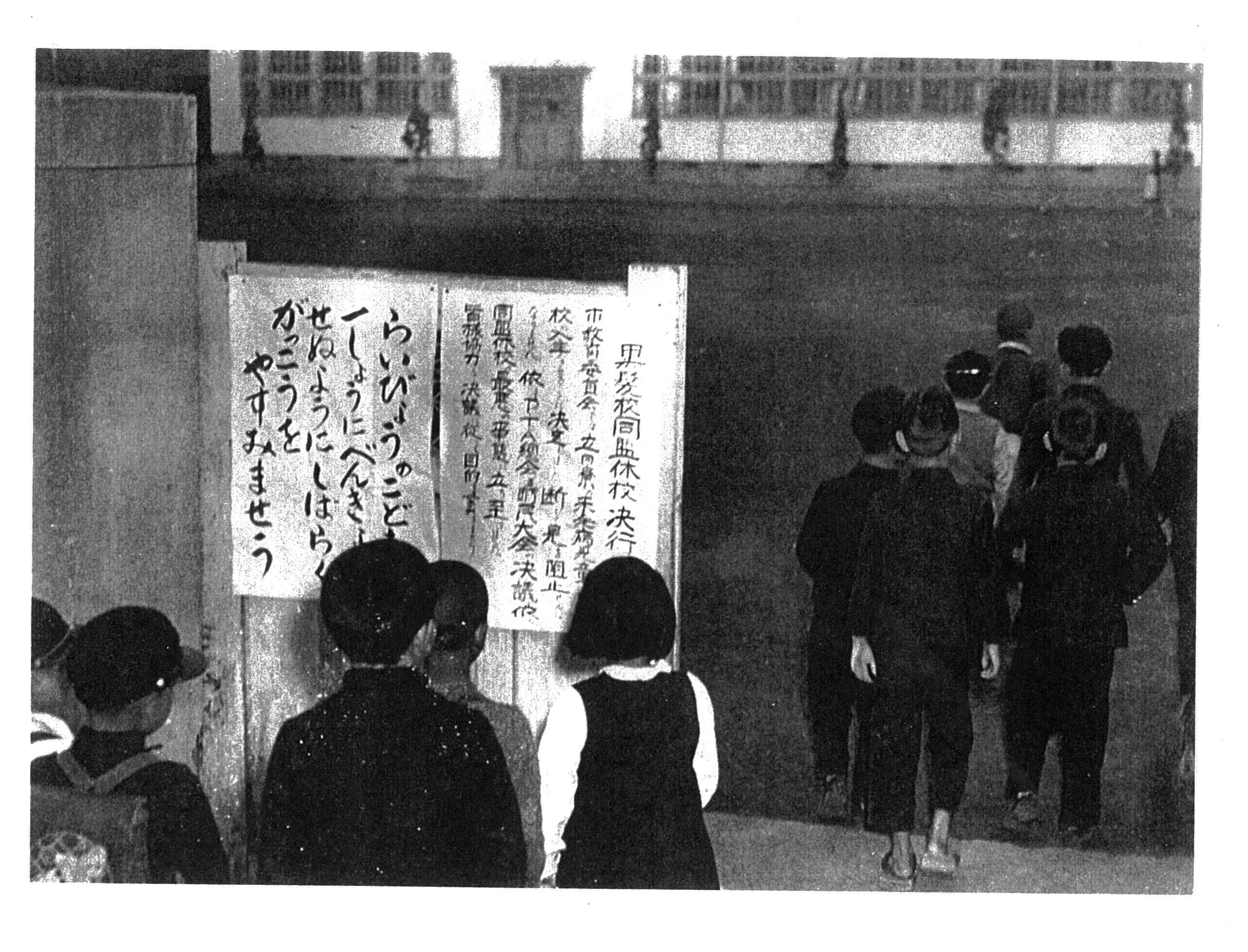
1954年4月8日に龍田寮の児童の通学をめぐって同盟休校に入った熊本市立黒髪小学校

熊本市立黒髪小学校（くまもとしりつ くろかみしょうがっこう）は、熊本県熊本市中央区黒髪二丁目にある公立小学校。

## 沿革
- 1874年（明治7年） - 壷井小学黌創立
- 1876年（明治9年） - 下立田支校設立
- 1890年（明治23年） - 飽田郡坪井尋常小学校に改称
- 1891年（明治24年） - 下立田支校を合併し付属幼稚園設置
- 1892年（明治25年） - 飽田郡黒髪尋常高等小学校に改称。付属幼稚園廃止
- 1896年（明治29年） - 飽託郡黒髪尋常高等小学校に改称
- 1921年（大正10年） - 熊本市黒髪尋常高等小学校に改称
- 1927年（昭和2年） - 坪井小学校廃止。立町以北の区域本校に合併
- 1933年（昭和8年） - 熊本市黒髪尋常小学校に改称
- 1941年（昭和16年） - 熊本市黒髪国民学校に改称
- 1947年（昭和22年） - 熊本市立黒髪小学校に改称

## クラブ活動
- あみもの
- 屋内・屋外スポーツ
- あさがお
- パソコン
- マンガ・イラスト
- ゲーム
- 読書
- 器楽
- 手芸
- 地域たんけん
- 百人一首

しかし、これらのクラブは、希望の人数により変わるため、毎年全て行われる訳ではない。

### 運動部
- 野球部
- バスケット部
- バレー部
- 卓球部

### 文化部
なし

## 著名な出身者
- 田中芳樹（小説家）

## 関係機関
- 熊本市立桜山中学校
- 熊本市立竜南中学校

## 学校周辺
- 熊本電気鉄道黒髪町駅